# یلنا گلبووا
یلنا گلبووا (انگلیسی: Jelena Glebova؛ زادهٔ ۱۶ ژوئن ۱۹۸۹) اسکیت‌باز نمایشی سابق اهل استونی است. وی در سه دوره بازی‌های المپیک تابستانی ۲۰۰۶، ۲۰۱۰ و ۲۰۱۴ شرکت کرده است.